# Silfion
Silfion eller silphium var en växt som användes under antiken för att framställa en kostsam krydda och medicin. Silfion förekom förmodligen bara i nordafrikanska staden Kyrene i nuvarande Libyen, och var deras viktigaste exportvara. Den var så pass viktig för regionens ekonomi att merparten av deras mynt avbildade växten. Produkten som utvanns ur växten var främst en mjölksaft som torkades till ett sorts harts som kallades laser, laserpicium eller lasarpicium och brukades som medicin. Även fröna skördades och användes som krydda. 
Silfion var en viktig växt över ett stort område under antiken vilket bland annat bevisas av att växten hade specifika hieroglyfer inom både den egyptiska och den minoiska kulturen. Växtens produkter användes av många kulturer runt om Medelhavet. Romarna menade att den var "värd sin vikt i denarer" och att det var en gåva från Apollon.
Vilken växt silfion faktiskt var är oklart. Ofta beskrivs den som en idag utdöd art av släktet stinkflokesläktet (Ferula) inom familjen flockblommiga växter, kanske en varietet av Ferula communis. Den fortfarande förekommande Ferula tingitana har också föreslagits som en möjlig kandidat. En annan växt – asafoetida vars harts kallas dyvelsträck – användes som ett billigare substitut, och hade tillräckligt liknande egenskaper med silfion för att romarna, och även geografen Strabon, skulle använda samma namn för dem båda.

## Systematik och försvinnande

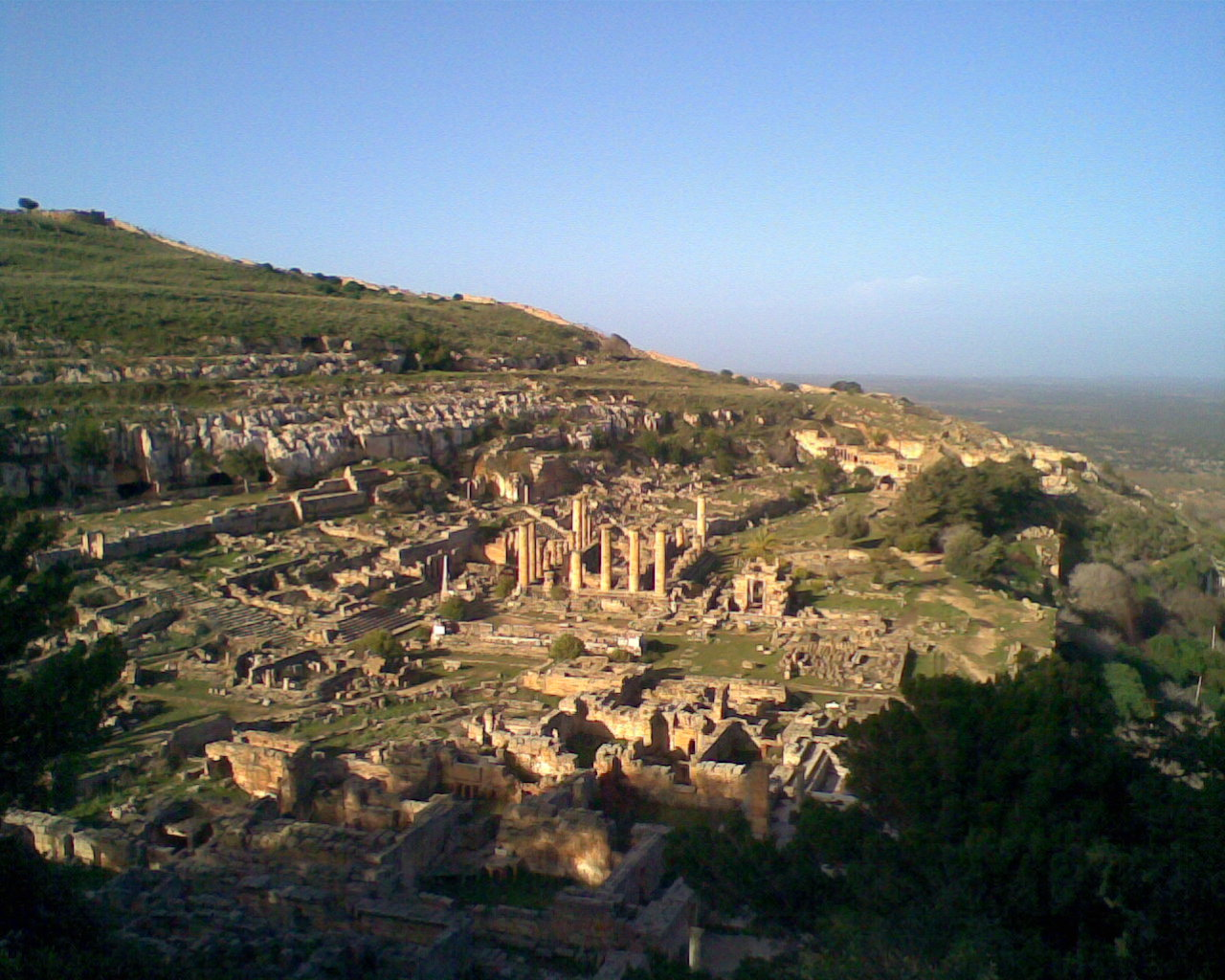
Växten silfion ska bara ha växt utmed en smal kustremsa i den Nordafrikanska staden Kyrene, i nuvarande Libyen.

Vilken växt silfion egentligen var är mycket omdiskuterat. Ofta tillskrivs den släktet Ferula, förmodligen som en utdöd art, men auktoriteter har även ansett den som en möjlig varietet eller synonym med de idag förekommande arterna Ferula tingitana, Ferula narthex eller Thapsia garganica. Eftersom vetenskapen inte lyckats säkerställa vilken art det rör sig om, så går det inte heller att med säkerhet fastställa att arten är utdöd.
Orsaken till växtens förmodade utrotning är inte heller helt utredd. Silfion ska enbart ha växt utmed en smal kustremsa som uppskattas varit 200x55 km i den nordafrikanska staden Kyrene i nuvarande Libyen. Orsaken till artens försvinnande skylls ofta på en ny efterfrågan efter kött från betesdjur som ätit av växtens blad vilket skulle göra köttet mer välsmakande. Överbetning i kombination med en för intensiv skörd kan ha lett till utrotningen. Det finns också källor som gör gällande att det var den stora efterfrågan efter hartset för att använda det som preventivmedel som ska ha bidragit till att den överexploaterades och försvann; växtens frön har likheter med ett människohjärta och figurerade som en hjärtsymbol på ett tidigt lokalt mynt.
Klimatet i området har blivit torrare under årtusendena och ökenspridning kan också ha utgjort en faktor. En teori gör gällande att när romarna tog över makten i områden från grekerna så hade de inte kunskapen om hur de skulle bruka jorden på rätt sätt vilket förstörde förutsättningarna för växten. Theofrastos skrev i sin Historia Plantarum att den typ av Ferula som kallas "silphium" inte gick att odla. Dock finns det flera motsägelser i hans text kring den information som han i sin tur fått kring detta fenomen. Plinius den äldre skrev att den sista kända stjälken av silfion från Kyrene gavs som en gåva till kejsar Nero "som kuriosa" och han levde under första århundradet efter Kristi födelse. Detta motsägs av biskop Synesios av Kyrene som dog 415 efter Kristus och som skriver att silfion fortfarande växte i stor skala.

## Medicinskt bruk
Många olika medicinska egenskaper har tillskrivits silfions harts laser. Den ska ha kunnat bota hosta, halsont, feber, matsmältningsproblem, smärta, vårtor och många andra sjukdomar. Det har också spekulerats att hartset från växten användes som preventivmedel, vilket bland annat baserar sig på Plinius den äldres påstående att den användes för att "främja menstruationen". Många arter inom familjen flockblommiga växter har östrogena egenskaper, och vissa, som vildmorot är abortframkallande. Utifrån detta så är det möjligt att silphium hade medicinska egenskaper som antingen försvårade, hindrade eller avbröt graviditet.

## Som krydda
Fröna från silfion användes i grekiskromersk matlagning som en exklusiv krydda och nämns framförallt i recept i samlingarna som går under benämningen Apicius. Även efter växtens försvinnande fortsatte den att omskrivas i kryddlistor och recept eftersom dessa ofta byggde på kopior av äldre källor. Den yngsta kända källan där växten nämns är en karolingisk lista över vad en kock bör ha hemma, skriven av en viss Vinidarius, vilken fortsatte att cirkulera i form av ett uncialmanuskript ända fram på 800-talet.

## Heraldik

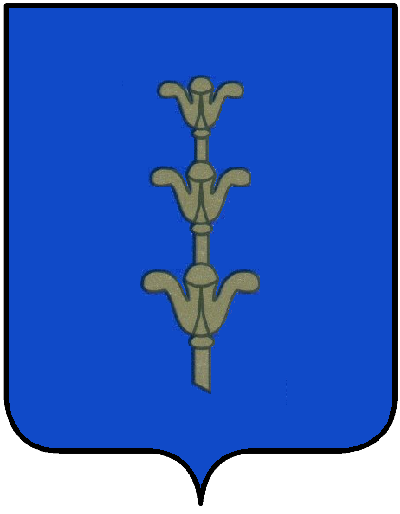
Il silfio d’oro reciso di Cirenaica.

Silfion så som den avbildas på vapnet för Italienska Libyen.

Inom heraldiken för den italienska militären förekommer blasoneringen Il silfio d’oro reciso di Cirenaica vilket ungefär kan översättas till "Silfion från Cyrenaica, fint avskuren och i guld". Denna symbol var reserverad för de styrkor som slogs i Nordafrika under andra världskriget

## Moderna referenser
I ett nummer från september 1934 av Doc Savage, en tidskrift i kiosklitteratur-genren förekommer växten silfion som sägs vara den sanna källa till ungdomens källa. Genomgående omnämns växten som en mystisk ört.
Romarnas fruktlösa sökande efter silfion under kejsar Vespasianus är en bihistoria i romanen Two for the Lions av Lindsey Davis från 1998.
I HBO:s TV-serie Rome lurar Gaia i Eirene en fosterdrivande ört som kallas silphium, vilket leder till att Eirene får missfall och senare dör av blodförlust
Silphium är ett videokonstverk av den svenska konstnären Lina Selander från 2014. I verket som hon gjort tillsammans med Oscar Mangione, och som bland annat visats på Venedigbiennalen 2015, förekommer fragment av berättelsen kring den antika växten och dess förekomst på mynt.